# Yasmin Levy
Yasmin Levy, född i Jerusalem den 23 december 1975, är en israelisk sångare på ladino (judespanska).

## Biografi
Yasmin Levys far Yitzhak Levy dokumenterade den sefardiska judendomens kultur och musik. Levy följde med på sin mor Kochava Levys turnéer och lyssnade på henne hemma i köket.
Yasmin Levys musik har också inspirerats av andalusisk flamenco och jazz och där används instrument som gitarr, oud, fiol, cello och piano.
Yasmin Levy debuterade med albumet Romance & Yasmin (2000), vilket gav henne en nominering till bästa nya artist av BBC Radio 3 i kategorin världsmusik. Med sitt andra album, La Judería (2005), nominerades hon än en gång, nu i kategorin kulturblandning.  I oktober 2007 släppte hon sitt album Mano suave, där hon tar med en duett med Natacha Atlas. Oktober 2009 kom hennes album Sentir, producerat av Javier Limón och som innehåller en version av La hija de Juan Simón av Antonio Molina.

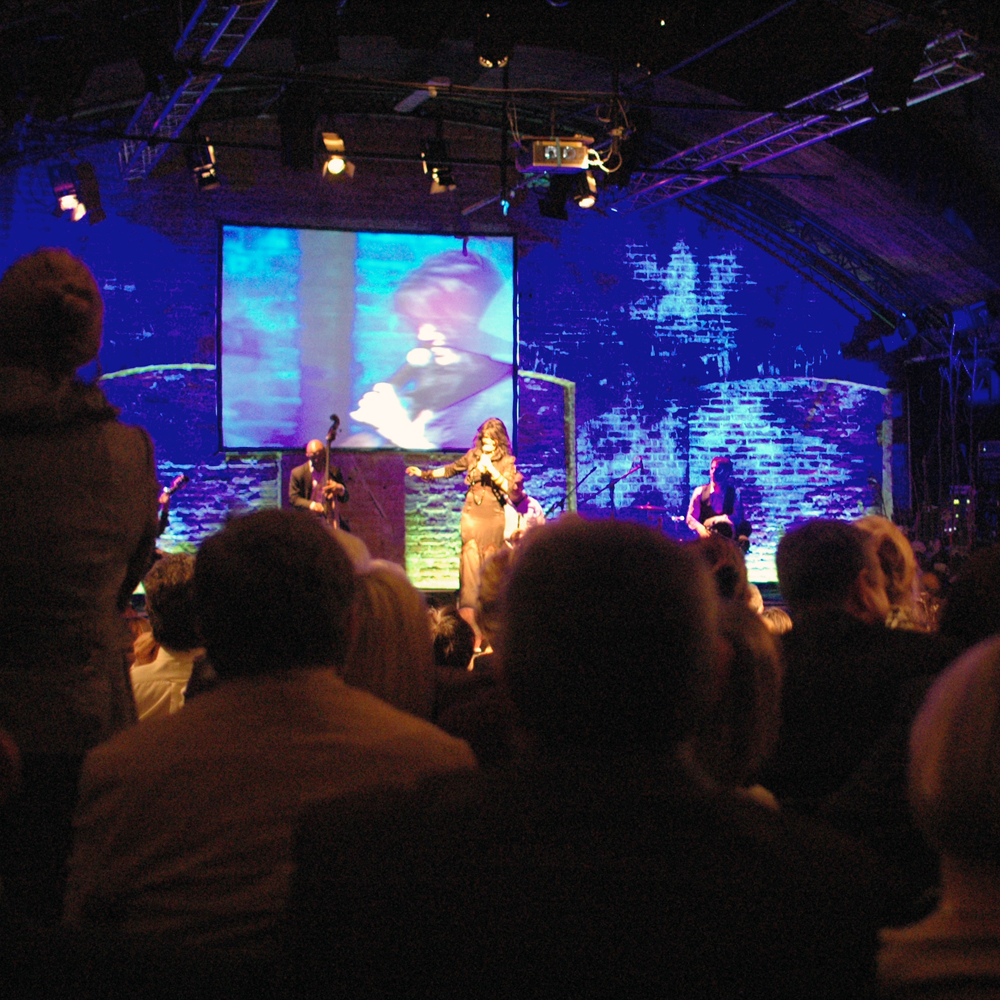
En konsert i Warszawa, september 2008.

## Diskografi
- 2000: Romance & Yasmin
- 2005: La Judería
- 2006: Live at the Tower of David, Jerusalem
- 2007: Mano Suave
- 2009: Sentir
- 2012: Libertad [5]
- 2014: Tango
- 2017: רק עוד לילה אחד (Bara en natt till)

### Singlar
- 2011: Jaco, för filmen My Sweet Canary(en) (med oudspelaren Tomer Katz)
- 2011: Una Pastora, för filmen My Sweet Canary (med qanunspelaren Mumin Sesler)

### Samarbeten
- 2008: Tanta Pena Gods & Monsters
- 2008: Tzur Mishelo Achalnu med Shlomo Bar(en).
- 2010: Tzur Mishelo Achalnu med Shlomo Bar(en).
- 2010: Komo el Pasharo ke Bola med Javier Limón(es).
- 2012: Yigdal